# 1996년 뉴욕 영화제
제34회 뉴욕 영화제는 1996년 9월 27일에 열린 시상식이다.

## 수상 (비경쟁)

### 장편 상영작
- 비밀과 거짓말 - 마이크 리, 메르작 알루아슈
- 이마 베프 - 올리비에 아사야스
- 구름 저편에 - 미켈란젤로 안토니오니 외1명
- 슬링 블레이드 - 빌리 밥 손튼
- 르 가르슈 - 모리스 피알라
- 위선적 영웅 - 자크 오디아르
- 남국재견 - 허우 샤오시엔
- 파이어 - 디파 메타, 닉 고메즈
- 내가 싸우듯이 - 아르노 데스플레샹
- 브레이킹 더 웨이브 - 라스 폰 트리에, Anne Belle 외1명
- 풍월 - 천카이거
- 도둑들 - 앙드레 테시네
- 프로메제 - 장 피에르 다르덴
- 마작 - 에드워드 양
- 상관하지마 - 앨런 벌리너, Egon Humer
- 세번의 삶과 한번의 죽음 - 라울 루이즈
- 가베 - 모흐센 마흐말바프, 존 그레이슨
- 서버비아 - 리처드 링클레이터
- 만델라 - 앵거스 깁슨 외1명
- 언더그라운드 - 에밀 쿠스트리차
- 래리 플린트 - 밀로스 포먼

### 스페셜 이벤트
- 현기증 - 알프레드 히치콕